# Žiga Bučar
Žiga Bučar, slovenski zdravnik, * 7. julij 1830, Ljubljana, † 30. julij 1879, Kranj.
Kot zdravnik je deloval v sredini in drugi polovici 19. stol in bil med drugim okrajni zdravnik v Novem mestu, potem zaradi politike disciplinsko prestavljen v Kočevje. Bučar je bil soustanovitelj ljubljanskega društva »Ärtztl. Leseverein«, ki je bil predhodnik kasnejšega slovenskega zdravniškega društva.